# 马蒂亚斯·贝尔-斯密特
马蒂亚斯·贝尔-斯密特（丹麥語：Mathias Bay-Smidt，1996年3月19日—），丹麥男子羽毛球運動員。在青年期，曾与弗雷德里克·瑟高·莫滕森赢得2015年欧青赛混团以及男双季军。

## 簡歷
2014年11月，马蒂亚斯·贝尔-斯密特與弗雷德里克·瑟高·莫滕森出戰芬蘭國際賽，在男双决赛以2比1（25-23、15-21、21-17）击败了赛会7号种子、队友的卡斯珀·安东森/奥利弗·巴比克，赢得国际赛男双冠军，亦是他首个國際系列賽男双冠军。
2015年3月，马蒂亚斯·贝尔-斯密特代表丹麦参加波蘭盧賓举办的歐洲青年羽毛球錦標賽，在率先进行的团体赛，助丹麦队赢得团体季军；此外，还与青年期的弗雷德里克·瑟高·莫滕森赢得欧青赛男双季军。
2016年5月，马蒂亚斯·贝尔-斯密特与弗雷德里克·瑟高·莫滕森出战斯洛文尼亞羽毛球國際賽，在男双决赛以1比2（9-21、22-20、18-21）不敌赛会头号种子、爱尔兰强档的乔舒亚·马吉/山姆·马吉，赢得亚军。同年9月，他分别与弗雷德里克·瑟高以及亚历山德拉·博尔出战布拉格羽毛球公開賽，在男双决赛以1比2（17-21、22-20、15-21）不敌中華台北强档的盧敬堯/楊博涵，赢得亚军；而混双决赛以2比0（21-19、21-15)击败了俄罗斯强档的瓦西里·库兹涅佐夫/叶卡捷琳娜·博洛托娃，赢得国际赛混双冠军。同年11月，他分别与Morten Skroeder Boedskov以及亚历山德拉·博尔出战挪威羽毛球國際賽，在男双準决赛以0比2（7-21、22-24）不敌印度强档的艾谢·迪瓦卡/塔伦·科纳；而混双决赛以0比2（12-21、12-21）不敌芬兰强档的安东·凯斯提/珍妮·奈斯特伦，赢得亚军。同年12月，他与亚历山德拉·博尔出战意大利羽毛球國際賽，在混双準决赛以1比2（21-18、9-21、24-26）不敌法国强档的乔丹·科维/安妮·特兰。
2017年1月，马蒂亚斯·贝尔-斯密特与亚历山德拉·博尔出战瑞典羽毛球國際賽，在混双决赛以0比2（18-21、14-21）不敌赛会4号种子、队友的米克尔·米克尔森/麦尔·苏罗，赢得亚军。同年3月，他与弗雷德里克·瑟高出战奧爾良羽毛球國際挑戰賽，在男双準决赛以1比2（15-21、21-17、16-21）不敌印尼强档的凯纳斯·阿迪·哈迪安托/穆罕默德·利萨·巴列维·伊斯法哈尼。同年9月，他与弗雷德里克·瑟高出战比利時羽毛球國際賽，在男双準决赛以0比2（13-21、19-21）不敌赛会头号种子、英格兰强档的彼得·布里格斯/汤姆·沃尔芬登。同年9月，他与亚历山德拉·博尔出战捷克羽毛球公開賽，在混双决赛以2比1（12-21、21-8、21-18）击败了赛会4号种子、法国强档的巴斯蒂安·凯尔索迪/莉亚·巴莱尔莫，赢得国际赛混双冠军。
2018年3月，马蒂亚斯·贝尔-斯密特与弗雷德里克·瑟高出战葡萄牙羽毛球國際賽，在男双决赛以0比2（21-23、18-21）不敌中華台北强档的盧震/葉宏蔚，赢得亚军。同年9月，他与拉塞·摩爾菲德出战比利時羽毛球國際賽，在男双準决赛以0比2（19-21、15-21）不敌赛会头号种子、荷兰强档的雅高·阿伦斯/鲁宾·吉尔。同期9月，他与拉塞·摩爾菲德出战捷克羽毛球公開賽，在男双準决赛以0比2（12-21、13-21）不敌赛会3号种子、波兰强档的米洛什·博哈特/亚当·克瓦林纳。同年10月，他分别与拉塞·摩爾菲德以及丽克·瑟比出战荷蘭羽毛球公開賽，在男双準决赛以0比2（18-21、16-21）不敌赛会5号种子、荷兰强档的耶勒·馬斯/羅賓·塔博林；而混双準决赛以0比2（12-21、18-21）不敌赛会头号种子、英格兰强档的马库斯·埃利斯/劳伦·史密斯。同期12月，他与拉塞·摩爾菲德出战意大利羽毛球國際賽，在男双决赛以2比0（21-11、21-11）击败了赛会8号种子、俄罗斯强档的维塔利·杜尔金/尼古拉·乌卡卡，赢得国际赛男双冠军。
2019年1月，马蒂亚斯·贝尔-斯密特与拉塞·摩爾菲德出战瑞典羽毛球公開賽，在男双决赛以2比0（21-12、21-15）击败了法国强档的巴斯蒂安·凯尔索迪/朱利安·马尤，赢得国际赛男双冠军。

## 主要比賽成績
只列出曾進入準決賽的國際賽事成績：
| 年份   | 賽事                   | 公開賽級別 | 項目     | 拍檔                     | 成績   |
| ------ | ---------------------- | ---------- | -------- | ------------------------ | ------ |
| 2014年 | 芬蘭羽毛球國際賽       | 國際系列賽 | 男子雙打 | 弗雷德里克·瑟高·莫滕森   | 冠軍   |
| 2015年 | 歐洲青年羽毛球錦標賽   | 其他       | 混合團體 | －                       | 季軍   |
| 2015年 | 歐洲青年羽毛球錦標賽   | 其他       | 男子雙打 | 弗雷德里克·瑟高·莫滕森   | 季軍   |
| 2016年 | 斯洛文尼亞羽毛球國際賽 | 國際系列賽 | 男子雙打 | 弗雷德里克·瑟高·莫滕森   | 亞軍   |
| 2016年 | 布拉格羽毛球公開賽     | 國際挑戰賽 | 男子雙打 | 弗雷德里克·瑟高          | 亞軍   |
| 2016年 | 布拉格羽毛球公開賽     | 國際挑戰賽 | 混合雙打 | 亚历山德拉·博尔          | 冠軍   |
| 2016年 | 挪威羽毛球國際賽       | 國際系列賽 | 男子雙打 | Morten Skroeder Boedskov | 準決賽 |
| 2016年 | 挪威羽毛球國際賽       | 國際系列賽 | 混合雙打 | 亚历山德拉·博尔          | 亞軍   |
| 2016年 | 意大利羽毛球國際賽     | 國際挑戰賽 | 混合雙打 | 亚历山德拉·博尔          | 準決賽 |
| 2017年 | 瑞典羽毛球國際賽       | 國際系列賽 | 混合雙打 | 亚历山德拉·博尔          | 亞軍   |
| 2017年 | 奧爾良羽毛球國際挑戰賽 | 國際挑戰賽 | 男子雙打 | 弗雷德里克·瑟高          | 準決賽 |
| 2017年 | 比利時羽毛球國際賽     | 國際挑戰賽 | 男子雙打 | 弗雷德里克·瑟高          | 準決賽 |
| 2017年 | 捷克羽毛球公開賽       | 國際挑戰賽 | 混合雙打 | 亚历山德拉·博尔          | 冠軍   |
| 2018年 | 葡萄牙羽毛球國際賽     | 國際系列賽 | 男子雙打 | 弗雷德里克·瑟高          | 亞軍   |
| 2018年 | 比利時羽毛球國際賽     | 國際挑戰賽 | 男子雙打 | 拉塞·摩爾菲德            | 準決賽 |
| 2018年 | 捷克羽毛球公開賽       | 國際挑戰賽 | 男子雙打 | 拉塞·摩爾菲德            | 準決賽 |
| 2018年 | 荷蘭羽毛球公開賽       | 超級100賽  | 男子雙打 | 拉塞·摩爾菲德            | 準決賽 |
| 2018年 | 荷蘭羽毛球公開賽       | 超級100賽  | 混合雙打 | 丽克·瑟比                | 準決賽 |
| 2018年 | 意大利羽毛球國際賽     | 國際挑戰賽 | 男子雙打 | 拉塞·摩爾菲德            | 冠軍   |
| 2019年 | 瑞典羽毛球公開賽       | 國際系列賽 | 男子雙打 | 拉塞·摩爾菲德            | 冠軍   |
| 2019年 | 瑞士羽毛球公開賽       | 超級300賽  | 混合雙打 | 麗克·瑟比                | 冠軍   |
| 2019年 | 波蘭羽毛球公開賽       | 國際挑戰賽 | 男子雙打 | 拉塞·摩爾菲德            | 準決賽 |
| 2019年 | 芬蘭羽毛球公開賽       | 國際挑戰賽 | 混合雙打 | 麗克·瑟比                | 亞軍   |
| 2019年 | 西班牙羽毛球國際賽     | 國際挑戰賽 | 男子雙打 | 拉塞·摩爾菲德            | 準決賽 |
| 2019年 | 西班牙羽毛球國際賽     | 國際挑戰賽 | 混合雙打 | 麗克·瑟比                | 亞軍   |
| 2019年 | 薩洛盧羽毛球公開賽     | 超級100賽  | 男子雙打 | 拉塞·摩爾菲德            | 亞軍   |
| 2019年 | 蘇格蘭羽毛球公開賽     | 國際挑戰賽 | 混合雙打 | 麗克·瑟比·漢森           | 亞軍   |
| 2020年 | 西班牙羽毛球大師賽     | 超級300賽  | 混合雙打 | 麗克·瑟比·漢森           | 準決賽 |

| 2007-2017年 | 首要超級賽 | 超級賽 | 黃金大獎賽 | 大獎賽 | 國際挑戰賽 | 國際系列賽 | 未來系列賽 | 其他 |

| 2018-2026年 | 總決賽 | 超級1000賽 | 超級750賽 | 超級500賽 | 超級300賽 | 超級100賽 | 國際挑戰賽 | 國際系列賽 | 未來系列賽 | 其他 |